# Mammon (serie de televisión)
Mammon, es una serie de televisión noruega transmitida desde el 1 de enero del 2014 hasta ahora.
La serie es creada por Vegard Stenberg Eriksen y Gjermund Eriksen, y ha contado con la participación invitada de los actores Michael McElhatton, Mahmut Suvakci, Hallvard Holmen, Espen Klouman Høiner, Dennis Storhøi, Robert Follin, entre otros...
En junio del 2016 se anunció que la serie había sido renovada para una tercera temporada.

## Historia
Peter Verås es un periodista de investigación que en el transcurso de la elaboración de un artículo de denuncia de un gran corporación multinacional noruega y de sus dirigentes, se ve envuelto en una conspiración criminal con multitud de delitos y asesinatos así como grandes implicaciones familiares, profesionales y policiales en la misma.

## Personajes

### Personajes principales
| Actor             | Personaje              | Ocupación          | Episodios | Duración        |
| ----------------- | ---------------------- | ------------------ | --------- | --------------- |
| Jon Øigarden      | Peter Verås            | Periodista         | 14        | 2014 - presente |
| Nils Ole Oftebro  | Frank Mathiesen        | Periodista         | 14        | 2014 - presente |
| Anna Bache-Wiig   | Inger Marie Steffensen | Editora (corrupta) | 14        | 2014 - presente |
| Ingjerd Egeberg   | Eva Verås              | -                  | 14        | 2014 - presente |
| Laura Christensen | Ellen Claussen         | -                  | 8         | 2016 - presente |

### Personajes secundarios
| Actor                | Personaje              | Ocupación                    | Episodios | Duración        |
| -------------------- | ---------------------- | ---------------------------- | --------- | --------------- |
| Trond Espen Seim     | '                      | Primer Ministro Noruego      | 8         | 2016 - presente |
| Ingar Helge Gimle    | Erik Ulrichsen         | Ministro de Finanzas Noruego | 8         | 2016 - presente |
| Iben Akerlie         | Amelia Wolf            | -                            | 8         | 2016 - presente |
| Bjarte Hjelmeland    | Christian Schjelderup  | -                            | 8         | 2016 - presente |
| Ine F. Jansen        | Stine Gisken           | -                            | 8         | 2016 - presente |
| Anders Danielsen Lie | Johannes Ritter Hansen | -                            | 8         | 2016 - presente |
| Jan Gunnar Røise     | Aslak Heimdal          | -                            | 8         | 2016 - presente |
| Erland Bakker        | Lars Fritzmann         | -                            | 7         | 2016 - presente |
| Pål Christian Eggen  | Thorgrim Hammern       | -                            | 7         | 2016 - presente |
| Laila Goody          | Gunn Høgh              | -                            | 7         | 2016 - presente |
| Nader Khademi        | -                      | Periodista                   | 7         | 2016 - presente |

### Antiguos personajes
| Actor                     | Personaje      | Ocupación                                           | Episodios | Duración |
| ------------------------- | -------------- | --------------------------------------------------- | --------- | -------- |
| Terje Strømdahl           | Tore Verås     | Padre de Daniel y Peter                             | 6         | 2014     |
| Alexander Tunby Rosseland | Andreas Verås  | Hijo de Daniel                                      | 6         | 2014     |
| Robert Skjærstad          | Jensen         | -                                                   | 6         | 2014     |
| Andrine Sæther            | -              | Jefa de la Unidad de Delitos Financieros (corrupta) | 6         | 2014     |
| Lena Kristin Ellingsen    | Vibeke Haglund | -                                                   | 5         | 2014     |
| Terje Ranes               | Jon Stensrud   | Empresario                                          | 5         | 2014     |
| Dennis Storhøi            | Tom Lied       | Empresario                                          | 4         | 2014     |
| Anders T. Andersen        | Daniel Verås   | Empresario                                          | 3         | 2014     |
| Hallvard Holmen           | Åge Haugen     | -                                                   | 2         | 2014     |

## Episodios
La primera temporada de la miniserie estuvo conformada por 6 episodios, mientras que la segunda temporada estuvo conformada por 8 episodios.

## Producción
La serie es creada, desarrollada y producida por los hermanos Vegard Stenberg Eriksen y Gjermund Stenberg Eriksen.
Cuenta con la directora Cecilie A. Mosli y Janic Heen, así como con los escritores Gjermund, Vegard y Margrete Soug Kåset. También cuentan con los productores de línea Anne Gro Langfeldt Vinje, Kristian Sinkerud y Chad Ozturk.
La música está a cargo de Martin Horntveth, mientras que la cinematografía es realizada por Jon Anton Brekne y la edición es hecha por Carl-Jørgen Ringvold.
Cuenta con la compañía de producción "NRK Drama".
En el 2014 comenzó a ser distribuida por "Norsk Rikskringkasting (NRK)" en la televisión de Noruega, por "Film1 Action" en la televisión limitada de los Países Bajos y por "Yleisradio (YLE)" en la televisión e internet de Finlandia. En el 2015 comenzó a ser distribuida por "Polyband" en DVD y Blu-ray en Alemania y por "WOWOW Prime" en la televisión de Japón.
WOWOW Prime (2015) (Japan) (TV) 

### Emisión en otros países
| País  | Título | Cadena      | Fecha de Inicio | Fecha de Finalización |
| ----- | ------ | ----------- | --------------- | --------------------- |
| Japón | -      | WOWOW Prime | 2015            | -                     |